# Groot Blankenburgh
Blankenburgh is een weerbaar middeleeuws huis (ook wel stadskasteel genoemd) aan de Oudegracht in de Nederlandse stad Utrecht. Het oude adres van het rijksmonument, Oudegracht D 74, is in 1917 gewijzigd in Oudegracht 121.

## Weerbare huizen in Utrecht
In de 12e, 13e en 14e eeuw bouwden rijk geworden patriciërgeslachten grote stenen, weerbare huizen aan de Oudegracht. Deze verspreid voorkomende stenen huizen vormden een groot contrast met de kleine, houten huizen waaruit de rest van de bebouwing grotendeels bestond. Het was een periode van grote bloei voor de stad Utrecht, destijds de belangrijkste stad in de Noordelijke Nederlanden.
Andere gedeeltelijk bewaard gebleven exemplaren zijn onder meer Kranestein (Oudegracht 55), Oudaen (Oudegracht 99), Drakenburg (Oudegracht 114), Fresenburch (Oudegracht 113), Groenewoude (Oudegracht 151) en Het Keizerrijk (onderdeel van het Utrechtse stadhuis, hoek Oudegracht/Ganzenmarkt).

## Geschiedenis
Blankenburgh is een van de oudste weerbare huizen van Utrecht en werd gebouwd in het tweede kwart van de 13e eeuw in of bij de handelswijk Stathe. Het was het prestigieuze huis van een vooraanstaande Utrechtse patriciërsfamilie. Net als de andere "stadskastelen" bestond Blankenburgh uit een groot, diep, representatief hoofdhuis en enkele veel kleinere zijhuizen die makkelijker te verwarmen waren en eigenlijk meer als woonruimte dienstdeden.
Oorspronkelijk stond het hoofdhuis op een erf dat zich uitstrekte tot aan het Vredenburg. Het hoofdhuis, met een oppervlakte van 10 × 23 m, had vier bouwlagen met een kap en een huiskelder met werfkelder. De begane grond is maar liefst 5,9 m hoog. De voorgevel was een trapgevel, bestaande uit geglazuurde bakstenen, terwijl de zijgevels voorzien werden van kantelen, waarachter zich weergangen bevonden.
Al in 1350 vond er een verbouwing plaats, waarbij er een verdieping is afgehaald en een houtskelet in het pand aangebracht werd. Het huis heeft nu dus nog maar drie bouwlagen. Een tweede verbouwing van het hoofdhuis vond rond 1500 plaats. Hierbij werd de voorgevel geheel vernieuwd. De balklagen boven de begane grond en de eerste verdieping dateren ook nog van deze verbouwing.
Rond 1750 werd de trapgevel afgetopt. In het tweede kwart van de negentiende eeuw is de gevel aan de heersende smaak aangepast, waarbij een pleisterlaag met moderne versiering werd aangebracht. De leeuwenkoppen uit ca. 1575, die zich in een fries boven de pui bevonden, zijn daarbij helemaal boven in de gevel geplaatst. Onder de pleisterlaag is de oude gevel nog aanwezig. Zo zijn de aanzet van de trapgevel en de korfboognissen boven de vensters nog te herkennen.
De achtergevel dateert nog grotendeels uit de dertiende eeuw. Tijdens de belegering van kasteel Vredenburg in 1576-1577 werd het bovenste deel van de achtergevel beschadigd. Bij het herstel kwamen de weergangen rond het hoofdhuis grotendeels te vervallen.
In de 18e eeuw heeft de Utrechtse orgelbouwer Abraham Meere in het pand gewoond. Vanaf 1842 was het in gebruik als chocoladefabriek van J.W. van Haagen. Van 1960 tot 2014 was boekhandel De Slegte in het pand gevestigd. Het pand werd in 1980/81 gerenoveerd.
Na het vertrek van De Slegte vond een nieuwe renovatie plaats. De werkzaamheden bestonden uit herstellen van het casco waaronder vloerconstructies en metselwerk, het aanbrengen van staalconstructies, een nieuwe lift en stalen trap, het creëren van een daklicht over de gehele achtergevel en het maken van een nieuwe pui. Sindsdien is het in gebruik als kledingwinkel.

## Zijhuizen
Het pand rechts naast Blankenburgh, Oudegracht 119, draagt de naam Klein Blankenburgh en het pand links, op nummer 123, draagt de naam Blankenburgh. De drie panden, met een gezamenlijke gevelbreedte van 21 meter, behoorden oorspronkelijk tot dezelfde familie, die de kleinere huizen als beter te verwarmen winterhuizen gebruikte. Klein Blankenburgh bestaat uit een in de achttiende eeuw vernieuwd voorhuis en een middeleeuws achterhuis. De winkelpui is in 1961 ontworpen door Gerrit Rietveld voor de firma Mado & Co.

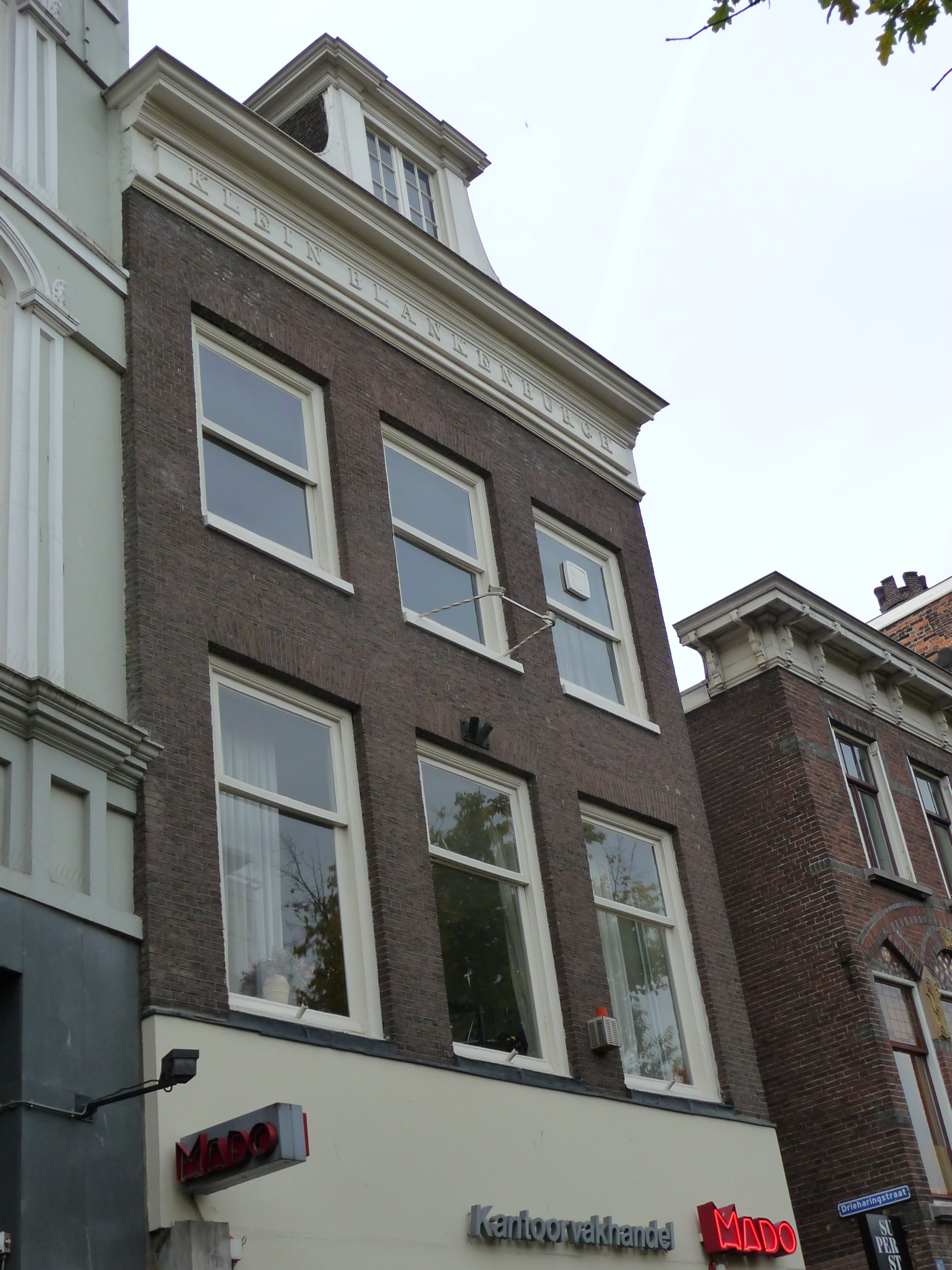
Klein Blankenburgh Oudegracht 119 te Utrecht
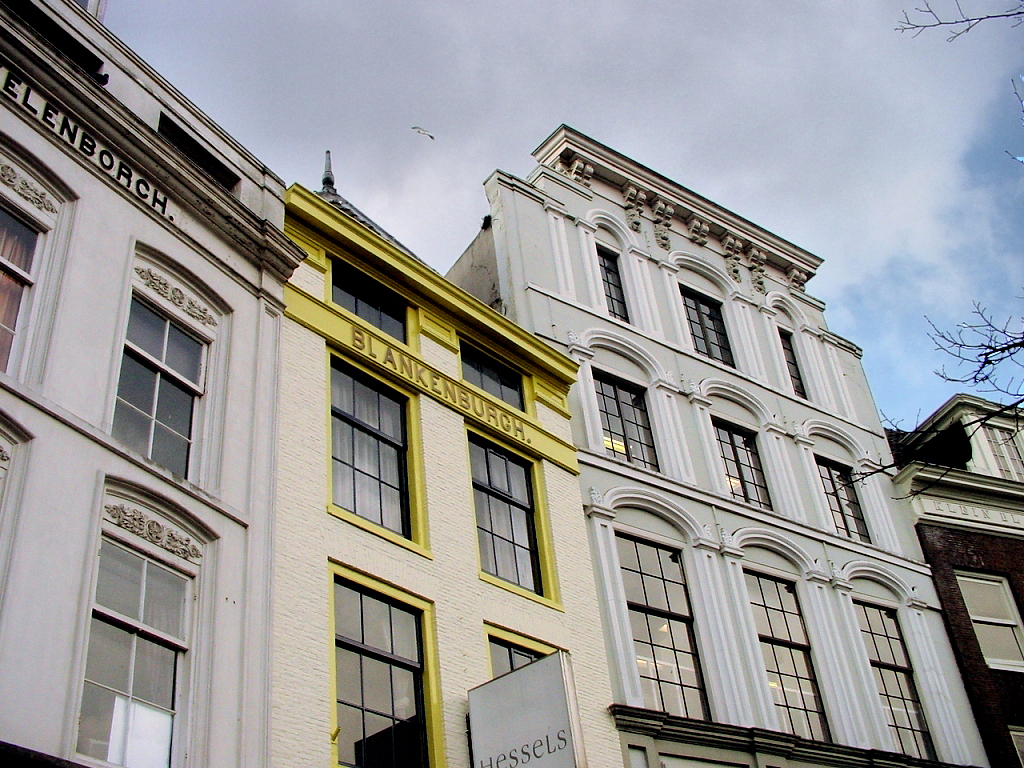
Blankenburgh Oudegracht 123 te Utrecht

Blankenburg · 
Blijdenstein · 
Clarenburg · 
Compostel · 
Den Ouden Puth · 
Drakenburg ·
Fresenburch · 
Groenewoude ·
Huis Pallaes ·
Keyserrijk ·
Kranestein · 
Lichtenberg ·
Leeuwenberg · 
Lombardenhuis of Het Keijserswapen ·
Oudaen · 
Payenborg · 
Proeysenburch ·  
Putruwiel · 
Rodenburg · 
Schaffenburg · 
Ten Hert of Het Hertenhuis · 
Ten Putten ·
Valckenstein of De Zon